# Флоринский, Михаил Фёдорович
Михаи́л Фёдорович Флори́нский (род. 3 ноября 1952, Ленинград) — советский и российский историк. Доктор исторических наук, профессор. Заместитель заведующего кафедрой истории России с древнейших времен до XX века Института истории СПбГУ. Область научных интересов — эволюция политического строя Российской империи в конце XIX — начале XX веков.

## Биография
По собственным словам, происходит из священнического сословия. Его предки, Флоринские, занимали священнические должности. Дед — протоиерей Сергий Фёдорович Флоринский (1873—1918), расстрелян большевиками в Эстонии, причислен Русской православной церковью в 2002 к лику святых. Родители Флоринского были учеными-химиками.
В 1974 году окончил исторический факультет Ленинградского государственного университета, затем аспирантуру по кафедре истории СССР. Научный руководитель в университете — профессор В. В. Мавродин, в аспирантуре — академик Б. В. Ананьич. С 1978 года — кандидат исторических наук (диссертация «Совет министров России в 1907—1914 гг.»). С 1990 года — доктор исторических наук (диссертация «Самодержавие и проблема единства государственного управления в период первой мировой войны (1914 — февраль 1917 гг.)»).
С 1978 года — ассистент, с 1984 года — доцент, с 1992 года — профессор кафедры истории СССР (ныне — кафедра истории России с древнейших времён до XX в.) исторического факультета (ныне - Института истории) Ленинградского (ныне Санкт-Петербургского) университета. Читает общий лекционный курс истории России во второй половине XIX в., а также курсы лекций по кафедральным спецдисциплинам — «История государственных учреждений дореволюционной России» на дневном, вечернем и заочном отделениях и «Внешняя политика России во второй половине XIX — начале XX в.». Ведёт спецсеминар «Проблемы развития российской государственности в XIX — начале XX в.».
В марте 2022 года подписал обращение сотрудников СПбГУ в поддержку российского вторжения в Украину.

## Основные работы
Монография
- Кризис государственного управления в России в годы первой мировой войны. Совет министров в 1914—1917 гг. Л., 1988.

Учебное пособие
- Отечественная история (до 1917 г.). М., 2002. (в соавт.).

Документальные публикации
- Арк. Яхонтов «Первый год войны» // Русское прошлое. 1996. Кн. 7. (в соавт. с Р. Ш. Ганелиным);
- Совет министров Российской империи в годы Первой мировой войны. Бумаги А. Н. Яхонтова (Записи заседаний и переписка). СПб., 1999. (в соавт.).

- К истории образования и деятельности Малого Совета министров (1906—1914) // Вестник ЛГУ. 1977. № 2. Вып. 1.
- Совет министров и МИД в 1907—1914 гг. // Вестник ЛГУ. Сер. Истории, языка и литературы. 1978. № 2. Вып. 1.
- Основные законы 1906 г. и церковное управление в России в период третьеиюньской монархии // Вестник ЛГУ. 1980. № 20. История, языкознание, литературоведение. Вып. 4.
- К истории Совета министров в годы первой мировой войны // Вопросы истории России XIX — начала XX в. Л., 1983.
- Совет министров и кавказское наместничество в 1905—1914 гг. // Вестник ЛГУ. История. Язык. Литература. 1984. Вып. 1. № 2.
- Образование и деятельность Совещания министров по обеспечению нуждающихся местностей Российской империи продовольствием и топливом (1915—1916 гг.) // Экономическое и социально-политическое развитие пореформенной России (1861—1917): Межвуз. сборник. Горький, 1986.
- К истории образования Совещания министров по обеспечению нуждающихся местностей Российской империи продовольствием и топливом // Вестник ЛГУ. Сер. 2. История, языкознание, литературоведение. 1988. Вып. 1.
- Кабинет П. А. Столыпина и проблема единства государственного управления в 1906—1911 гг. // Вестник Санкт-Петербургского университета. 1993. Серия 2; Вып. 2 (№ 9).
- Совет министров и военные ведомства в 1907—1914 гг. // Актуальные проблемы дореволюционной отечественной истории. Ижевск, 1993.
- Из истории института верховной власти в России XVIII — начала XX века // Исторический опыт русского народа и современность. Мавродинские чтения. СПб., 1994.
- Ставка Верховного главнокомандующего и правительство России в начальный период первой мировой войны (июль 1914 — апрель 1915 г.) // Вестник Санкт-Петербургского университета. 1994. Серия 2. Вып. 1.
- К истории политического кризиса лета 1915 г. // Дом Романовых в истории России: материалы к докладам 19-22 июня 1995 г. СПб., 1995.
- Самодержавие, бюрократия и проблема безответственности монарха в XIX — начале XX в. // Историческое познание: традиции и новации: Материалы Междунар. теор. конф. 26-28 окт. 1993 г. Ч. II. Ижевск, 1996.
- А. Н. Яхонтов и его «Тяжелые дни». История текста и издания // Средневековая и новая Россия. Сборник научных статей к 60-летию И. Я. Фроянова. СПб., 1996. (в соавт.)
- Государственная дума и вопрос о статусе Государственного контроля в 1907—1917 гг. // История парламентаризма в России. Предпринт тезисов докладов и сообщений науч.-практ. конф., посвященной 90-летию открытия I Государственной думы России. 25-26 апреля 1996 г. Секция 2. СПб., 1996.
- Совет министров, Государственная дума и вопрос о статусе Государственного контроля в России в 1905—1917 гг. // Вестник Санкт-Петербургского университета. Сер. 2. 1997. № 2. С. 3-17.
- Российская государственность в эпоху «просвещенного абсолютизма» // История России: народ и власть. СПб., 1997.
- Российская государственность на рубеже XVIII—XIX веков // История России: народ и власть. СПб., 1997.
- Эволюция государственного строя России в начале XX века и свержение монархии // История России: народ и власть. СПб., 1997.
- Российская государственность и Первая мировая война // 1917 г. в судьбах России и мира. Февральская революция. От новых источников к новому осмыслению. М., 1997. (в соавт. с Р. Ш. Ганелиным)
- Верховная власть и законодательные палаты в России в период думской монархии (к вопросу о разграничении полномочий) // Россия в XIX—XX вв.: Сборник статей к 70-летию со дня рождения Р. Ш. Ганелина. СПб., 1998. — С. 210—216.
- На пути к летнему политическому кризису 1915 года // Проблемы социально-экономической и политической истории России XIX—XX веков. СПб., 1999. С. 474—497. в соавт.)
- От И. Л. Горемыкина к Б. В. Штюрмеру: верховная власть и Совет министров (сентябрь 1915 — январь 1916 гг.) // Россия и Первая мировая война: Материалы международного науч. коллоквиума. СПб., 1999. С. 34-48. (в соавт.)
- Министр финансов П. Л. Барк в годы Первой мировой войны // История финансовой политики в России / Под ред. Л. Е. Шепелева. СПб., 2000. С. 179—191. (в соавт.)
- Российский парламентаризм начала века // Вестник межпарламентской ассамблеи. 2000. № 2. С. 188—201.
- В. С. Дякин о некоторых вопросах государственного управления в России 1914—1915 гг. // На пути к революционным потрясениям: Из истории России второй половины XIX — начала XX века: Материалы конф. памяти В. С. Дякина. СПб.; Кишинев, 2001. (в соавт.)
- Совет министров России в 1911—1914 гг. (Кабинет В. Н. Коковцова) // Исследования по русской истории: Сборник статей к 65-летию профессора И. Я. Фроянова. СПб.; Ижевск, 2001. — С. 366—377.
- Рец. на: Беляев С. Г. П. Л. Барк и финансовая политика России. 1914—1917 гг. СПб., 2002 // Вестник Санкт-Петербургского университета. Сер. 2. 2003. № 4. С. 126—128.
- «Диктатура» Б. В. Штюрмера и деятельность особого совещания для объединения всех мероприятий по снабжению армии и флота и организации тыла // Страницы российской истории: Проблемы, события, люди. Сборник в честь Б. В. Ананьича. СПб., 2003.
- Последняя война императорской России // Вопросы истории. 2003. № 9. (в соавт.)
- Государственный Совет // Три века Санкт-Петербурга. Энциклопедия. В трех томах. Т. II. Девятнадцатый век. Кн. 2. Г-И. СПб., 2003.
- Государственный секретарь Ю. А. Икскуль фон Гильденбандт и проблема нормотворчества в России в период думской монархии // Государственная власть и общественность в истории центрального и местного управления Россией. Сборник статей памяти М. М. Шумилова. СПб., 2004.
- Дореволюционные исследователи о Совете министров Российской империи в период думской монархии // Мавродинские чтения: материалы конференции. СПбГУ, 2004. — С. 63-64.
- Комитет министров // Три века Санкт-Петербурга. Энциклопедия. В трех томах. Т. II. Девятнадцатый век. Кн. 3. К-Л. СПб., 2004.
- К истории нормотворчества в России в период думской монархии // Проблемы новейшей истории России: Сборник статей к 70-летию со дня рождения Г. Л. Соболева. СПб., 2005. — С. 38-52.
- Министерства // Три века Санкт-Петербурга. Энциклопедия. В трех томах. Т. II. Девятнадцатый век. Кн. 4. М-О. СПб., 2005.
- «Только то правительство имеет право на существование, которое обладает зрелой государственной мыслью и твердой государственной волей». П. А. Столыпин // Знаменитые универсанты: очерки о питомцах Санкт-Петербургского университета. Т. 3. СПб., 2005. (в соавт.)
- Государственная Дума в России в 1906—1917 годах // Ленинградский юридический журнал. СПб., 2006, № 1. — С. 5-19.
- К истории взаимоотношений между законодательной и исполнительной ветвями власти в России в период думской монархии // Парламентаризм в России: проблемы и перспективы. СПб., 2006. — С. 20-32.
- К истории Государственного контроля в начале XX в. // Политическая история России первой четверти XX в.: Памяти проф. В. И. Старцева. СПб., 2006. С. 11-20.
- Правительствующий Сенат // Три века Санкт-Петербурга. Энциклопедия. В трех томах. Т. II. Девятнадцатый век. Кн. 5. П-Р. СПб., 2006.
- Верховная власть и правительство России, 1907—1914 // Старцевские чтения — 2006. К 75-летию проф. В. И. Старцева: Сборник воспоминаний и научных статей. СПб., 2007.
- Николай II и кабинет П. А. Столыпина (к истории взаимоотношений) // Отечественная история и историческая мысль в России XIX—XX веков. Сборник статей к 75-летию А. Н. Цамутали. СПб., 2007.
- Российская империя и Первая мировая война // Новейшая история России. 1914—2005: Учебное пособие. — 2-е изд., испр. и доп. — М., 2007.
- Собственная Его Императорского Величества канцелярия // Три века Санкт-Петербурга. Энциклопедия. В трех томах. Т. II. Девятнадцатый век. Кн. 6. С-Т. СПб., 2008.
- Совет министров // Три века Санкт-Петербурга. Энциклопедия. В трех томах. Т. II. Девятнадцатый век. Кн. 6. С-Т. СПб., 2008.
- Совет министров и проблемы координации деятельности ведомств в сфере законодательства в период думской монархии // Страницы российской истории: проблемы, события, люди: сборник научных трудов к 10-летию кафедры истории для преподавания на естественных и гуманитарных факультетах СПбГУ. СПб., 2008.
- Из истории института главы правительства в императорской России (1905—1914 гг.) // История. Мир прошлого в современном освещении. Сборник науч. статей к 75-летию Э. Д. Фролова. СПб., 2008. — С. 496—516.
- Леонид Сергеевич Семенов. Штрихи к портрету ученого // Деятели русской науки XIX—XX веков: исторические очерки. Вып. 4. СПб., 2008.
- Николай II и высшая бюрократия накануне Первой мировой войны (Конфликты в правящих кругах вокруг «Проекта организации спорта») // Мавродинские чтения — 2008. СПб., 2009.
- Центральная власть и кавказская администрация в системе управления Российской империей в 1905—1914 гг. // Центр и регионы в истории России: Проблемы экономического, политического и социокультурного взаимодействия: Сборник научных статей. — СПб., 2010. С. 380—411.
- Институт всеподданнейших докладов членов Российского правительства (1905—1914 гг.) // Политическая история России XX века. К 80-летию проф. В. И. Старцева. СПб., 2011.
- Совет министров России и Военное министерство накануне Первой мировой войны // Труды Исторического факультета СПбГУ. Т. 5: История России: экономика, политика, человек. СПб., 2011. С. 244-251.
- Рец. на: Особые журналы Совета министров Российской империи. 1906—1917. В 12 т. М.: РОССПЭН, 2000—2011 // Исторический архив. 2012. № 3. — С. 191—197.
- Nicholas II and Stolypin’s Cabinet (Toward the History of a Relationship) (Николай II и кабинет Столыпина (К истории взаимоотношений)) // Russian studies in history. NY, United States, 2012. Vol. 50. № 4. P. 33-43.
- К истории Совета министров Российской империи в 1906—1914 гг. // Труды Исторического факультета Санкт-Петербургского университета. Вып. 15. 2013. — С. 191—205.
- Совет министров в государственно-правовой конструкции Российской империи (июль 1914 — февраль 1917-го) // Первая мировая война и конец Российской империи: в 3-х томах. Т.1 (Политическая история). Глава 2. — СПб.: Лики России, 2014.
- Совет министров и судебная власть в России в период думской монархии (1906—1914) // Российская судебная власть в контексте историко-правовых исследований: Сборник научных трудов. Сер. «Историческое правоведение». — СПб., 2014. С. 173—187.
- Эволюция компетенции Совета министров Российской империи во время Первой мировой войны (июль 1914 — февраль 1917 гг.) // Новейшая история России / Modern history of Russia. 2014. № 3. — С. 116—131.
- Время надежд // Наш дом на Менделеевской, 5: Воспоминания выпускников-историков. СПб., 2015. С. 289—294.
- На изломе эпох: вклад С. Ю. Витте в развитие российской государственности. Исследования и публикации: В 2 т. Т. 2: С. Ю. Витте и его современники. СПб.: Лики России, 2014. // Вестник РГНФ. 2015. № 1 (78). С. 270—274.
- Памяти Бориса Васильевича Ананьича // Клио. 2015. № 8 (в соавт. с А. Н. Цамутали и С. К. Лебедевым)
- К вопросу о финансовых полномочиях правительства Российской империи. 1906—1914 // Политическая история России XX века: к 85-летию проф. В. И. Старцева: Сборник научных трудов. — СПб., 2016. С. 75-86.
- Финансы России и чрезвычайные полномочия правительства в 1906—1914 гг. // Былые годы. 2016. Т. 42. Вып. 4. С. 1328—1336. (в соавт. с Д. Г. Янченко).
- Boris Vasilyevich Anan’ich (1931—2015): sketches for a portrait (Борис Васильевич Ананьич: эскизы к портрету) // Вестник СПбГУ. История. 2016. Вып. 3. С. 154—161. (в соавт. с В. Л. Пянкевичем и Ю. В. Тотом).
- К вопросу о достоверности воспоминаний В. Н. Коковцова (Коковцов В. Н. Из моего прошлого. Воспоминания 1903−1919 гг.) // Сборник в честь В. К. Зиборова. Сер. Опыты по источниковедению. — СПб., 2017. С. 290—299.
- Образование и политика в России в эпоху реформ и социальных бурь (о монографии Е. А. Ростовцева «Столичный университет Российской империи: ученое сословие, общество и власть (вторая половина XIX — начало XX в.)») // Клио. 2017. № 10 (130). С. 249—257.
- Разговор о Р. Ш. Ганелине // Историк. Время. Общество: Сборник трудов к 90-летию со дня рождения Р. Ш. Ганелина (1926-2014). — М., 2017. С. 15-30. (в соавт. с Т. Н. Жуковской)
- «Российская история с древнейших времен до падения самодержавия» А. Ю. Дворниченко: размышления об историческом пути России // Древняя Русь: во времени, в личностях, в идеях. 2017. Т. 7. № 7. С. 377-381. (в соавт. с В. Л. Пянкевичем и Ю. В. Тотом)
- Российское правительство и проблемы укрепления оборонного потенциала страны накануне Первой мировой войны // Россия и мир в конце XIX — первой половине XX в.: Сборник к 85-летию Б. В. Ананьича. — СПб., 2017.